# Munir El Haddadi
Munir El Haddadi Mohamed (San Lorenzo de El Escorial, 1 september 1995) is een Marokkaans-Spaans profvoetballer die doorgaans als aanvaller speelt. Hij verruilde Las Palmas in 2024 voor Leganés. El Haddadi debuteerde in 2014 in het Spaans nationaal elftal maar switchte in 2021 met goedkeuring van de FIFA naar het Marokkaans nationaal elftal.

## Biografie
Munir werd geboren in Spanje in een Riffijns gezin. Zijn ouders komen uit Al Hoceima en Nador.

## Clubcarrière
El Haddadi begon met voetballen op de straten en in de parken van zijn geboorteplaats El Escorial. Hij begon met clubvoetbal bij de infantiles van Galapagar. Daar werd hij opgemerkt door Atlético Madrid, dat hem naar de club haalde en vervolgens verhuurde aan de cadetes van Rayo Majadahonda.
El Haddadi verruilde de jeugd van Atlético Madrid in 2011 voor die van FC Barcelona, waar hij begon in het Juvenil B-team. Hij werd in 2013 overgeheveld naar de Juvenil A, het hoogste jeugdteam van de club. Hiermee werd hij in 2013 regionaal kampioen en won hij de UEFA Youth League. Met achttien doelpunten werd hij clubtopscorer in de competitie. Hij debuteerde in de Youth League tegen Ajax met twee doelpunten. Uiteindelijk werd El Haddadi topscorer van de Youth League met elf goals, waaronder twee in de finale tegen Benfica (3-0), waarbij zijn tweede doelpunt een schot vanaf vlak voor de middellijn was.
El Haddadi debuteerde op 2 maart 2014 voor FC Barcelona B in de Segunda División, als invaller voor Sandro Ramírez tegen Mallorca. In de finale van de Copa de Catalunya tegen Espanyol benutte El Haddadi in de strafschoppenserie de beslissende strafschop, waarmee hij Barça de achtste Catalaanse beker bezorgde. Hij debuteerde op 24 augustus 2014 op de eerste speeldag van het seizoen 2014/15 in het eerste elftal van FC Barcelona, in de Primera División. Hij begon in de basis en bekroonde zijn debuut met een doelpunt. El Haddadi verlengde op 19 juli 2016 zijn contract bij de club tot medio 2019.
El Haddadi verruilde FC Barcelona in januari 2019 voor Sevilla.

## Clubstatistieken
| Seizoen         | Club               | Competitie         | Competitie | Competitie | Beker | Beker | Europa | Europa | Totaal | Totaal |
| Seizoen         | Club               | Competitie         | Wed.       | Dlp.       | Wed.  | Dlp.  | Wed.   | Dlp.   | Wed.   | Dlp.   |
| --------------- | ------------------ | ------------------ | ---------- | ---------- | ----- | ----- | ------ | ------ | ------ | ------ |
| 2013/14         | FC Barcelona B     | Segunda División A | 11         | 4          | 0     | 0     | —      | —      | 11     | 4      |
| 2014/15         | FC Barcelona B     | Segunda División A | 17         | 4          | 0     | 0     | —      | —      | 17     | 4      |
| 2014/15         | FC Barcelona       | Primera División   | 10         | 1          | 3     | 0     | 3      | 0      | 16     | 1      |
| 2015/16         | FC Barcelona       | Primera División   | 15         | 3          | 5     | 5     | 4      | 0      | 24     | 8      |
| 2016/17         | FC Barcelona       | Primera División   | 1          | 0          | 0     | 0     | 0      | 0      | 1      | 0      |
| 2016/17         | → Valencia CF      | Primera División   | 33         | 6          | 3     | 1     | —      | —      | 36     | 7      |
| 2017/18         | → Deportivo Alavés | Primera División   | 32         | 10         | 4     | 4     | —      | —      | 36     | 14     |
| 2018/19         | FC Barcelona       | Primera División   | 7          | 1          | 2     | 1     | 2      | 0      | 11     | 2      |
| 2018/19         | Sevilla FC         | Primera División   | 16         | 5          | 1     | 0     | 3      | 2      | 20     | 7      |
| 2019/20         | Sevilla FC         | Primera División   | 21         | 5          | 2     | 0     | 9      | 5      | 32     | 10     |
| 2020/21         | Sevilla FC         | Primera División   | 22         | 4          | 6     | 0     | 6      | 1      | 34     | 5      |
| Carrière totaal | Carrière totaal    | Carrière totaal    | 185        | 43         | 26    | 11    | 27     | 8      | 236    | 62     |

## Interlandcarrière

### Spanje
Munir debuteerde voor Spanje –19 op 5 maart 2014 in de vriendschappelijke interland tegen Nederland –19. Hij mocht na 57 minuten invallen voor Sandro Ramírez, zijn ploeggenoot bij Barça B. Spanje –19 won de oefeninterland met 1-2 na een doelpunt van Santi Mina en een eigen doelpunt van Clint Leemans.
Geboren en getogen in Spanje door Marokkaanse ouders, El Haddadi kon kiezen of hij zich voor het Marokkaans of het Spaanse voetbalelftal beschikbaar wilde stellen. Uiteindelijk koos El Haddadi zich beschikbaar te stellen voor het Spaans nationaal team. Later zei hij dat hij nooit had overwogen voor Marokko te kiezen en dat voor Spanje spelen een kinderdroom is.
Op 4 september 2014 debuteerde hij voor Spanje –21 tegen Hongarije –21. Vier dagen later debuteerde hij voor Spanje in de EK-kwalificatiewedstrijd tegen Macedonië.

### Marokko
In 2018 gaf Munir aan dat hij spijt had van zijn interlandkeuze en diende een verzoek in bij de FIFA om zijn voetbalnationaliteit te laten veranderen om zo voortaan voor Marokko uit te komen. Uiteindelijk besloot de FIFA dit verzoek af te keuren en kon Munir niet mee met Marokko naar het WK van 2018.
Op 1 oktober 2020, na een regelwijziging door de FIFA waardoor een speler zijn nationale team kon veranderen op voorwaarde dat hij drie of minder optredens had gedaan in kwalificatiewedstrijden vóór de leeftijd van 21 jaar, probeerde Munir opnieuw over te schakelen van Spanje naar Marokko en werd hij opgeroepen voor hun nationale team. Desalniettemin werd deze omschakeling ook door de FIFA afgewezen, omdat Munir in september 2016 voor het Spaanse team onder 21 speelde, nadat hij 21 was geworden. Op 28 januari 2021 publiceerde de FIFA de deelnamevereisten voor nationale teams. Munir kreeg groen licht om Marokko te vertegenwoordigen, aangezien hij één keer voor Spanje speelde voordat hij 21 werd. Op 18 maart 2021 ontving Munir een oproep van Marokko voor twee kwalificatiewedstrijden voor het Afrikaans kampioenschap van 2021 tegen Mauritanië en Burundi, welke worden gespeeld op 26 maart en 30 maart 2021.

## Erelijst
| Competitie            |                       |                           |                       |                       |
| Competitie            | Aantal                | Jaren                     |                       |                       |
| FC Barcelona onder 19 | FC Barcelona onder 19 | FC Barcelona onder 19     | FC Barcelona onder 19 | FC Barcelona onder 19 |
| --------------------- | --------------------- | ------------------------- | --------------------- | --------------------- |
| UEFA Youth League     | 1x                    | 2013/14                   |                       |                       |
| FC Barcelona          |                       |                           |                       |                       |
| UEFA Champions League | 1x                    | 2014/15                   |                       |                       |
| UEFA Super Cup        | 1x                    | 2015                      |                       |                       |
| FIFA Club World Cup   | 1x                    | 2015                      |                       |                       |
| Primera División      | 3x                    | 2014/15, 2015/16, 2018/19 |                       |                       |
| Copa del Rey          | 2x                    | 2014/15, 2015/16          |                       |                       |
| Supercopa de España   | 2x                    | 2016, 2018                |                       |                       |
| Sevilla FC            |                       |                           |                       |                       |
| UEFA Europa League    | 1x                    | 2019/20                   |                       |                       |

1 Soriano ·
2 Altimira ·
3 Sáenz ·
4 Porozo ·
5 Tapia ·
6 González  ·
7 Rodríguez ·
8 Cissé ·
9 De la Fuente ·
10 Raba ·
11 Cruz ·
12 Rosier ·
13 Dmitrović ·
14 Brašanac ·
15 Franquesa ·
17 Neyou ·
18 Haller ·
19 D. García ·
20 Hernández ·
21 López ·
22 Nastasić ·
23 El Haddadi ·
24 Chicco ·
27 N. García ·
36 Abajas ·
Coach: Jiménez